# فاكوندو رودريغيز
فاكوندو رودريغيز (بالإسبانية: Facundo Rodríguez) (20 أغسطس 1995 بمونتفيدو في الأوروغواي - ) هو لاعب كرة قدم أوروغواني في مركز الهجوم. شارك مع منتخب الأوروغواي تحت 20 سنة لكرة القدم. أما مع النوادي، فقد لعب مع بنيارول وإنستيتوسيون أتلتيكا سود أمريكا ‏.

## وصلات خارجية
- فاكوندو رودريغيز على موقع Soccerway.com (الإنجليزية)

لا توجد روابط لمواقع التواصل الاجتماعي.